# Nicholson (Mondkrater)
Nicholson ist ein Einschlagkrater am äußersten westlichen Rand der Mondvorderseite, südöstlich des Mare Orientale am Rand der Montes Rook, nordöstlich des Kraters Pettit.
Der unregelmäßige Kraterrand ist nur wenig erodiert, im Inneren zeigen sich Spuren von Rutschungen.
Der Krater wurde 1970 von der IAU nach dem US-amerikanischen Astronomen Seth Barnes Nicholson offiziell benannt.